# Alaçatı

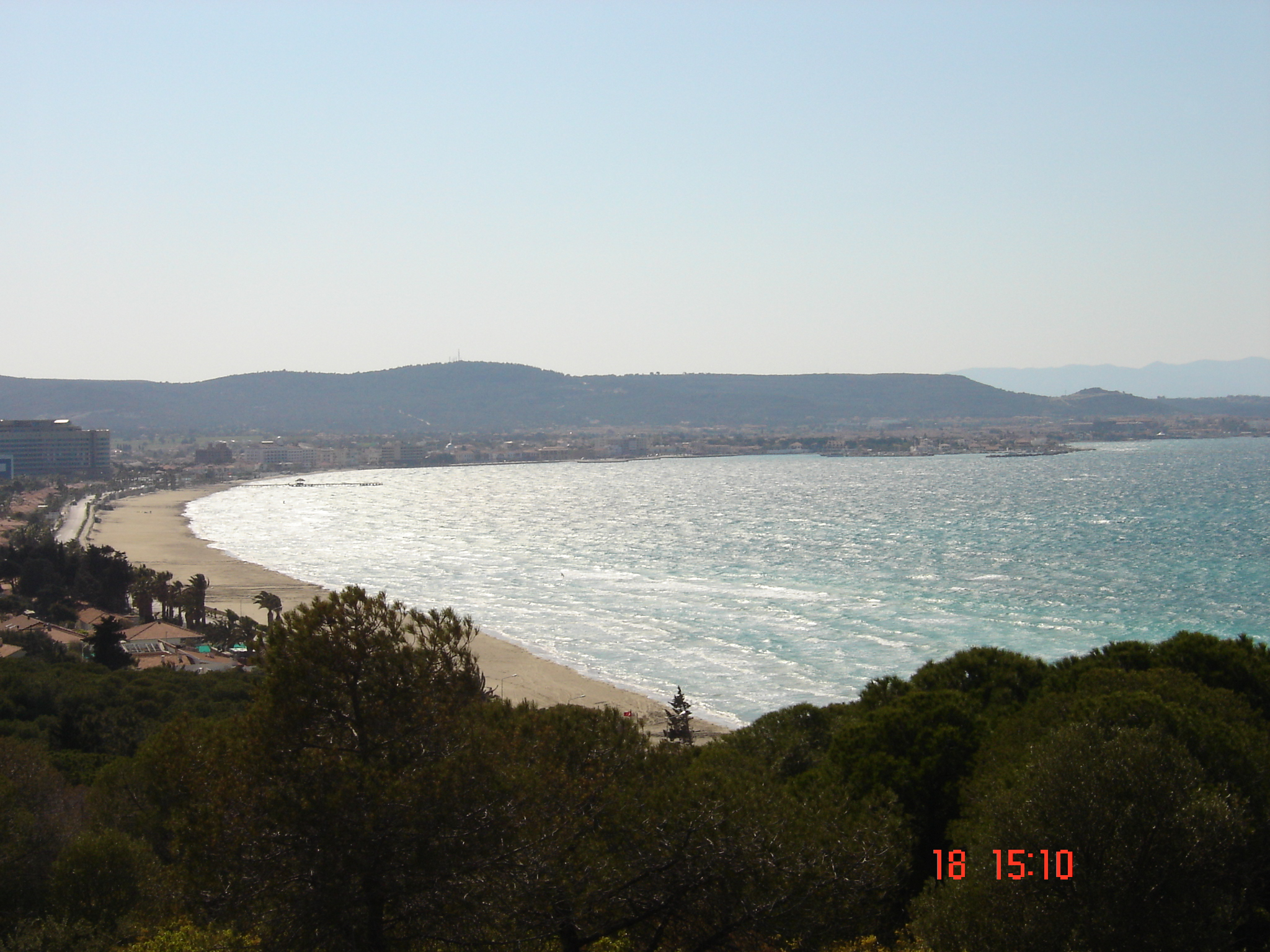
Vista del golfo y la ciudad

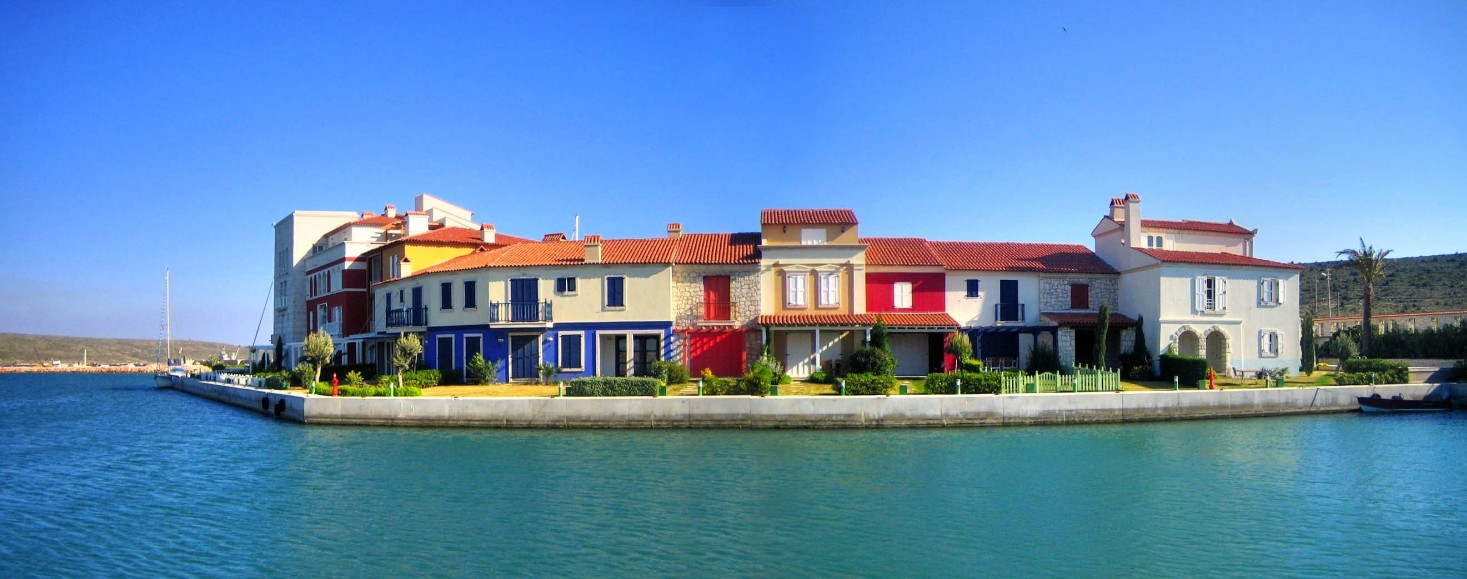
Vista del barrio de Nejdet Duzen

Alaçatı o Agrilia es una ciudad del Egeo en la costa oeste de Turquía que ha sido famosa por su arquitectura, viñedos y molinos de viento durante más de 150 años. Hoy día se ha hecho un nombre en el mundo del windsurf y kitesurf, con sus aguas cristalinas, viento consistente y estable y aclamada hospitalidad turca.
- Datos: Q941328
- Multimedia: Alaçatı / Q941328

1. ↑  Worldpostalcodes.org,código postal n.º 35937.